# Daltonia gemmipara
Daltonia gemmipara är en bladmossart som beskrevs av Hugh Neville Dixon 1937. Daltonia gemmipara ingår i släktet Daltonia och familjen Daltoniaceae. Inga underarter finns listade i Catalogue of Life.